# Хилтполтштајн
Хилтполтштајн (њем. Hiltpoltstein) град је у њемачкој савезној држави Баварска. Једно је од 29 општинских средишта округа Форххајм. Према процјени из 2010. у граду је живјело 1.590 становника. Посједује регионалну шифру (AGS) 9474138.

## Географски и демографски подаци
Хилтполтштајн се налази у савезној држави Баварска у округу Форххајм. Град се налази на надморској висини од 518 метара. Површина општине износи 25,6 km². У самом граду је, према процјени из 2010. године, живјело 1.590 становника. Просјечна густина становништва износи 62 становника/km².